# Lãm Hà
Lãm Hà là một phường thuộc quận Kiến An, thành phố Hải Phòng, Việt Nam.
Phường Lãm Hà có diện tích 1,75 km², dân số năm 2007 là 12968 người, mật độ dân số đạt 7410 người/km².